# Lány egyéni műugrás a 2014. évi nyári ifjúsági olimpiai játékokon
A lány 3 méteres műugrást a 2014. évi nyári ifjúsági olimpiai játékokon augusztus 25-én rendezték meg. Délelőtt a selejtezőt, késő délután pedig a döntőt.
A versenyszámot a házigazdák műugrója, a 18 esztendős Vu Seng-ping nyerte, csakúgy mint a lány egyéni toronyugrást. Az ezüstérmet az ukrán Hanna Krasznoslik szerezte meg, míg a bronzérem a malajziai Loh Zhiaya nyakába került.

## Eredmény
| #  | Ország      | Név                         | Selejtező | Selejtező | Döntő   | Döntő  |
| #  | Ország      | Név                         | Rangsor   | Pontok    | Rangsor | Pontok |
| -- | ----------- | --------------------------- | --------- | --------- | ------- | ------ |
|    | Kína        | Vu Seng-ping                | 1         | 472,25    | 1       | 492,05 |
|    | Ukrajna     | Hanna Krasznoslik           | 7         | 394,40    | 2       | 459,10 |
|    | Malajzia    | Loh Zhiaya                  | 3         | 429,40    | 3       | 446,70 |
| 4  | USA         | Gracia Leydon Mahoney       | 5         | 401,50    | 4       | 429,45 |
| 5  | Olaszország | Laura Bilotta               | 6         | 400,50    | 5       | 409,60 |
| 6  | Mexikó      | Alejandra Orozco Loza       | 2         | 431,65    | 6       | 398,05 |
| 7  | Brazília    | Ingrid de Oliveira          | 8         | 391,30    | 7       | 392,35 |
| 8  | Kanada      | Molly Carlson               | 11        | 356,20    | 8       | 388,00 |
| 9  | Svájc       | Vivian Barth                | 10        | 362,45    | 9       | 383,70 |
| 10 | Németország | Josefin Schneider           | 4         | 404,40    | 10      | 380,30 |
| 11 | Svédország  | Veronika Lindahl            | 9         | 386,10    | 11      | 374,05 |
| 12 | Kolumbia    | Sara Carolina Perez Beltran | 12        | 328,35    | 12      | 345,80 |